# Mållskinnbaggar
Mållskinnbaggar (Piesmatidae) är en familj i insektsordningen halvvingar. I Sverige finns tre arter, vilka alla lever på mållväxter.
Mållskinnbaggar är små insekter, ofta inte mer än ett par millimeter långa. Till utseendet påminner de något om nätskinnbaggar, men har inte en förlängd halssköld som dessa. Mållskinnbaggar har också små, hornlika utskott på huvudets sidor, något som nätskinnbaggarna saknar. Som andra halvvingar har mållskinnbaggarna ofullständig förvandling och genomgår utvecklingsstadierna ägg, nymf och imago. 
En art, Piesma quadratum, kan bära på virussjukdomar för betor.

## Arter i Sverige
- Parapiesma quadratum
- Piesma capitatum
- Piesma maculatum